# 이재완
이재완(李載完, 1855년 음력 12월 5일 ~ 1922년 8월 11일)은 조선 말기의 문신이자 왕족이며 대한제국의 황족, 관료이다. 본관은 전주, 초명은 을경(乙經), 자는 순칠(舜七), 호는 석호(石湖)이다. 흥완군 이정응의 양자이며, 사도세자의 현손이다. 1899년에 완순군에 봉작되었고, 1910년 한일 병합 이후에 일본 정부로부터 후작으로 봉작되어 조선귀족이 되었다.
1884년 12월 서재필, 김옥균, 이규완 등이 일으킨 갑신정변 당시 병조판서에 임명되었다. 1897년(광무 원년)에 한성은행(漢城銀行)의 창립을 주관하였다.

## 생애

### 생애 초반
1855년(철종 6년)에 조선 선조(宣祖)의 아홉째 서자 경창군 이주(慶昌君 李珘)의 9대손이자 음직으로 참봉, 현령을 지내고 증 의정부좌찬성에 추증된 이신응(李愼應)과 그의 부인 전주최씨(全州崔氏)의 다섯째 아들로 경기도 양주군 와공면에서 태어났으며 본명은 을경(乙經), 자는 순칠(舜七)이었다. 1864년 고종의 지시로, 자녀가 없던 흥완군 이정응(興完君 李晸應)의 양자를 선발할 때, 양자로 낙점되었다. 본명 을경, 자는 순칠에서 고종의 명으로 흥완군의 양자로 정해지면서 이름을 재완으로 개명하였다.
위로 형 4명이 있으나 요절하여 그가 사실상 장남이 됐으나, 흥완군 정응의 양자로 정해졌다. 그의 동생 이재곤이 본가의 장남 역할을 하게 됐다. 그 외에 남양홍씨 홍대후(洪大厚)에게 출가한 누이가 1명 있었다. 홍대후는 진사로 문과에 급제하여 교리를 역임했다.
그의 본생가로는 경창군 이주의 9대손으로 왕족으로서의 예우는 그의 7대조 서천군 이황(西川君 李榥)에서 끝났다. 본생 6대조 이정욱(李廷煜)의 동생 이정소(李廷熽)의 아들 중 이채(李埰)의 아들 수신이 숙종의 서자 연령군 훤의 양자로 지명, 이름을 온으로 고치고 낙천군이 되어 연령군의 양자로 입양간 일이 있다. 낙천군도 자녀가 없어서 덕흥대원군가에서 양자 영을 달선군으로 봉하고 양자로 들였으나, 새어머니 서씨와 갈등 끝에 자결하여 사도세자의 두번째 서자 은신군 진을 양자로 들였다. 은신군이 아들이 없어 다시 인조의 차남 인평대군 요의 8대손 채중을 양자로 삼아 구로 이름을 고치고 남연군으로 봉했다. 양가의 고조부 낙천군 이온은 본생가로는 삼종고조부가 된다. 한편 양아버지 이정응은 인조의 후손으로 봐도 21촌, 양할아버지 남연군 구의 본생가 인평대군 쪽으로 계산해도 21촌이 된다.
음서로 관직에 올라 교관(敎官)을 지냈다.
1873년(고종 10) 7월 23일 동몽교관(童蒙敎官)이 되고 1875년 흥완군의 환갑을 기념하여 특별히 이재완에게 과거 시험에 직부(直赴)할 자격이 부여되었다.

### 관료 생활
1875년(고종 12년) 4월에 문과에 급제하여, 5월 20일 가주서(假注書)에 임명되었고, 6월 20일 다시 가주서에 임명되었다. 12월 8일 분가주서에 임명되고 1876년 1월 한림에 들었다.
1876년(고종 13년)에 예문관 검열 겸 춘추관기주관으로 선발되어 6품으로 승진하였다. 그해 겸설서와 겸춘추를 겸직하였다. 1877년(고종 14년)에 정3품으로 승진하였고, 승정원 동부승지를 제수받았다. 1878년 곡산부사로 나갔다. 1879년(고종 16년)에 종2품으로 승진하였다. 그해 10월 승정원도승지가 되고, 12월 의약청 부제조가 되었다. 1880년(고종 17년) 2월에 이조참판을 제수받았고, 5월 18일에 홍문관 부제학(弘文館副提學)에 임명되었다. 1882년(고종 19년) 춘천 부사(春川府使)로 나갔가 그해 7월 산릉도감 서사관(書寫官)에 차출되었다. 그해 가을 영변도호부사로 부임했다가 곧 승정원승지에 임명되어 돌아왔다.
1884년(고종 21년) 12월 갑신정변 당시에 개화당(開化黨) 내각의 병조판서에 임명되었다. 갑신정변이 실패로 돌아가고 서재필, 김옥균, 이규완 등은 망명하고 홍영식 등은 사살되었다. 그러나 이재완은 왕실의 가까운 친척이며, 개화당원이 아니라 하여 처벌받지는 않았다.
1885년(고종 22년)에 정2품으로 승진하였으며, 형조판서와, 지경연사를 거쳐 사헌부 대사헌을 제수받았다. 1886년(고종 23년)에 예문관 제학, 홍문관 제학과 시강원 좌부빈객, 예문관 제학, 한성부 판윤을 제수받었다. 1887년 신칙하라는 명을 어겼다는 이유로 이재원과 함께 경기도 연해로 유배되었다가 석방되었다. 1890년(고종 27년) 한성부 판윤, 다시 형조판서, 홍문관 제학 등을 거쳐 1891년(고종 28년)에는 이조판서, 예조판서를 역임하였다. 1892년(고종 29년)에 종1품으로 승진하였다. 그해 12월 판의금부사 1894년(고종 31년) 5월 20일 공조판서, 5월 29일 판의금부사, 6월 13일 의정부 좌참찬(議政府左參贊)을 역임했다.

### 대한제국기 활동
1895년(고종 32년) 5월 5일 궁내부 특진관(宮內府特進官) 칙임관(勅任官)에 서임되었다. 1896년(건양 1년) 1월 1일 종정원 경 겸 귀족원 경(宗正院卿兼貴族院卿), 10월 빈전 제조(殯殿提調), 1897년(건양 2년) 산릉도감 제조(山陵都監提調)를 역임했다.
1897년(광무 원년)에 한성은행(漢城銀行)을 설립할 때 주도적 역할을 하였다. 1898년 홍문관 학사(弘文館學士), 궁내부 특진관(宮內府特進官), 1899년(광무 3년)에 궁내부대신으로 임명되었고, 같은 해 9월에 4대 승습의 예에 따라 완순군(完順君)에 봉작되었으며, 정1품 보국숭록대부(輔國崇祿大夫)에 올랐다.
일본과 열강이 대한제국 국내에 철도부설권을 획득하려 하자, 이재완은 이규환(李圭桓), 박기종(朴琪淙), 윤기영, 이준호, 서오순 등과 함께 철도경영만은 우리 손으로 해야 된다며 나섰으며, 1899년 대한철도회사의 설립에 참여하였다.
1903년(광무 7년)에 한성은행이 공립 한성은행으로 개편되면서, 이재완은 은행장에 선출되었다. 1905년(광무 9년) 1월에 보빙대사(報聘大使)로서 일본에 파견되었다가 2월에 귀국하였다. 1907년(광무 11년) 4월 27일에 육군부장에 임명되었고, 같은 해 8월에 승녕부(承寧府) 총관을 제수받았다.
1909년 7월 28일 한성은행 주주총회에서 이재완은 두취로부터 고문으로 밀려나고 이윤용(李允用)이 두취로 취임할 것을 결의했다.

### 생애 후반
1910년 10월 2일에 대한제국과 일본 제국 사이에 〈한일 병합 조약〉이 체결되며 일본 황실령 제14호 〈조선귀족령〉(朝鮮貴族令)이 공포되면서 일본 정부로부터 후작에 봉작되었고, 은사공채 336,000엔을 하사받았다.
1912년에 한성은행 은행장을 사퇴하였다. 1912년 9월 9일 흥친왕 이재면이 죽자 장례식을 회피, 외면하려던 영선군 이준용을 달래서 장례식을 거행했다. 흥친왕의 빈소에서 이준용은 눈물을 흘리거나 슬퍼하지 않았고, 완순군은 영선군 이준용을 질책하였다. 그러나 이는 국왕의 친형인 아버지가 자기 아들의 신원을 요청하지 못하고 자객들의 일본행도 막지 못한 점, 일본 망명 중에 아버지이 충분한 경제적 지원을 해주지 못했고 집안을 제대로 경영하지 못한 데 대한 실망감 등이 복합적으로 작용한 것이었다. 영선군은 자신의 암살위협과 폭력, 김학우 암살 사건 당시 죽음의 위기, 일본으로 침투한 조선 자객들로부터 자신을 지켜주지 못한 아버지에 대해 원망을 품은 그는 오히려 가족과 친척들이 해준 것이 무엇이냐며 반발했다. 그 뒤 3년상을 거행하였지만 형식적이었고, 소상과 대상 때 고종과 덕수궁(순종) 등이 비용과 예관을 보내 치제하였지만 그는 형식적으로 응답하였다.
9월 9일 오후 이태왕이 된 고종이 이재면의 빈소를 찾았을 때, 영선군 이준용은 자리를 피하였다. 고종의 문상 정보를 미리 전해들은 그는 자리를 피했고 신경전을 피하였다. 이재완은 이준용을 달래가며 흥친왕의 장례식을 마쳤다. 그는 조선총독부에서 중추원 찬의의 자리를 제안하였지만 사양하고 취임하지 않았다.
1922년 8월 11일 오전에 사망하였고, 8월 18일 경성부 자운동에서 장례식이 거행되었다. 같은 해 10월에 후작의 작위를 아들 이달용이 상속하였다.

### 사후
묘소는 경기도 양주군 와부면 도곡리 안골(현, 남양주시 와부읍 도곡1리 97-1 안골) 금대산(金臺山)의 갓무봉 흥완군 묘소 근처에 안장되었다. 또한 완순군의 묘 아래에는 그의 아들 이달용의 묘가 있다. 묘소에 묘비는 없고 상석과 석물만이 세워져 있다. 임종할 무렵 그는 한일합방 조약에 대한 수치심으로, 유언을 남기길 자신의 묘에 비석을 세우지 말라하여 후손들은 비석을 세우지 않고, 상석 뒷편에 그의 이름만 남겼다 한다. 그의 묘소 전면 양 옆에 망주석이 세워져 있고, 묘소와 상석 바로앞 정면에는 돌로 조각된 장명등이 1기 서 있다.
흥녕군과 이재완의 묘소 근처에는 이재완의 아들 이달용의 저택이 있었다. 이재완 묘소 근처에는 우물이 하나 있었는데, 한때 승지를 지냈던 이달용이 항상 그 물을 길어다 마셨다 하여 승지물 이라고 불렸고 그 근처를 승지물마을이라 불렸다 한다. 흥녕군과 이재완 묘소 근처에는 이달용의 큰 기와 저택이 있었고, 논이 많았다. 완순군 묘 바로 아래에는 이달용의 묘가 있다.

## 평가
2002년에 대한민국 국회의 민족정기를 세우는 국회의원모임이 발표한 친일파 708인 명단에 수록되었다. 2007년에 대한민국의 대통령 소속 친일반민족행위진상규명위원회이 발표한 친일반민족행위 195인 명단에 수록되었다. 2009년에 민족문제연구소가 발간한 친일인명사전에 수록되었다.

## 가족 관계
- 양아버지 : 흥완군 이정응(李晸應, 1814년 ~ 1848년)
- 양어머니 : 대구서씨(1810년 2월 23일 ~ 1834년 2월 28일), 군수 서탁수(徐鐸修)의 딸, 생전에는 군부인이었고 사후 정경부인에 추증되었다.
- 양어머니 : 순천박씨(1818년 2월 3일 - 1888년 8월 7일), 박해익(朴海翊)의 딸, 생전에 군부인에서 정경부인의 봉작을 받았다.
- 생부 : 이신응(李愼應, 1824년 9월 4일 ~ 1870년 10월 30일)
- 생전모 : 밀양박씨(密陽朴氏, 1828년 6월 12일 ~ 1849년 2월 2일), 아버지 이신응의 본부인
- 생모 : 전주최씨(全州崔氏, 1820년 3월 11일 ~ ), 최병익(崔秉益)의 딸
  - 동생 : 이재곤(李載崑 또는 李載崐, 1859년 ~ 1943년)
- 부인 : 정경부인 서씨(貞敬夫人 徐氏, ? ~ 1923년)
  - 아들 : 이달용(李達鎔, 1883년 ~ 1948년)
  - 며느리 : 안동김씨(1883년 3월 4일 ~ ?), 진사 김회근(金會根)의 딸
    - 손녀 : 이씨
    - 손자 : 이해선(李海善, 1905년 ~ 1983년), 화가
    - 손자 : 이해명(李海明, 1911년 ~ ?) - 흥친왕의 차남 이문용의 양자로 출계
    - 손자 : 이해상(1913년 ~ 1985년)
      - 증손녀 : 이남주 (피아니스트, 전 성심여대 교수)

    - 손녀 : 이길영(1916년 ~ ?)
    - 손녀 : 이우영(李又英, 1920년 ~ 1938년 1월 28일)
    - 손자 : 이해영(李海英, 1925년 ~ 1979년 11월 18일), 대학 교수

  - 아들 : 이규용(李逵鎔, 1888년 6월 13일 ~ ?, 참봉)
  - 며느리 : 풍산홍씨, 문과 비서원승 홍순구(洪淳九)의 딸
  - 첩며느리 : 이경수(李慶洙, 1893년 ~ 1968년 1월 18일), 1924년 원불교에 귀의했으며 법명은 이동진화(李東震華), 법호는 육타원(六陀圓), 아들 이규용의 첩
  - 딸 : 이씨
  - 사위 : 김병협(金炳協, 비서원승 역임), 도사 김면근(金冕根)의 아들

## 참고 자료
- 이재완 - 한국역대인물 종합정보 시스템
- 이재완 - 한국근현대인물자료